# IC Norte
Industria Comercial Norte S.A. conocida como IC Norte, es una cadena de supermercados de Bolivia. IC Norte cuenta con tres sucursales de supermercados en Santa Cruz de la Sierra y Cochabamba.